# Комтур
Комтур (нім. Komtur, «командир») — голова комтурства — мінімальної адміністративної одиниці в складі лицарського ордену. Звичайно вживається відносно Ордену Святого Іоанна Єрусалимського (де вперше були введені комтурства) або до Німецького (Тевтонського) ордену.